# 世界錦標巡迴賽
世界錦標巡迴賽是國際賽馬界的一項錦標賽，是由世界各國多項賽事組成，全部為長途賽事。分別以馬匹、馬主、練馬師、騎師等為單位，並採取計分制度，是由年初至年終計算，全年取得冠軍的馬匹將成為世界錦標巡迴賽冠軍。

## 歷屆賽事
1999年
| 賽事             | 國家／地區 |
| ---------------- | ---------- |
| 英皇錦標         | 英國       |
| 愛爾蘭冠軍錦標   | 愛爾蘭     |
| 加拿大國際錦標   | 加拿大     |
| 覺士盾           | 澳洲       |
| 育馬者盃草地大賽 | 美國       |
| 育馬者盃經典大賽 | 美國       |
| 日本盃           | 日本       |
| 香港盃           | 香港       |
| 杜拜世界盃       | 阿聯酋     |

2000年
加入——雅靈頓百萬金大賽 ( 美國)
加入——巴登大賽 ( 德國)
2001年
加入——凱旋門大賽 ( 法國)
2002年
加入——愛彼女皇盃 ( 香港)
加入——新航國際盃 ( 新加坡)
2003年
退出——杜拜世界盃
停辦——新航國際盃（由於SARS的原因）
2005年
最後一屆世界錦標巡迴賽

## 賽事
2005年世界錦標巡迴賽共有13項賽事，總為分齡讓磅一級賽，當中有7項賽事的途程為2000米，餘下6項則為2400米。
| 日期     | 賽事             | 主辦國 | 馬場   |
| -------- | ---------------- | ------ | ------ |
| 4月24日  | 愛彼女皇盃       | 香港   | 沙田   |
| 5月15日  | 新航國際盃       | 新加坡 | 克蘭芝 |
| 7月23日  | 英皇錦標         | 英国   | 紐百利 |
| 8月13日  | 雅靈頓百萬金大賽 | 美国   | 雅靈頓 |
| 9月4日   | 巴登大賽         | 德国   | 巴登   |
| 9月10日  | 愛爾蘭冠軍錦標   | 爱尔兰 | 李奧柏 |
| 10月2日  | 凱旋門大賽       | 法國   | 隆尚   |
| 10月22日 | 覺士盾           |        | 滿利谷 |
| 10月23日 | 加拿大國際錦標   | 加拿大 | 活拜   |
| 10月29日 | 育馬者盃草地大賽 | 美国   | 貝蒙園 |
| 10月29日 | 育馬者盃經典大賽 | 美国   | 貝蒙園 |
| 11月27日 | 日本盃           | 日本   | 東京   |
| 12月11日 | 香港盃           | 香港   | 沙田   |

## 計分方法
在各站賽事中跑入前6名的馬匹及其馬主、練馬師、騎師及育馬者，均會獲得分數，而最後累積得分最高者，便取得歷屆世界錦標巡迴賽冠軍
- 冠軍：12分
- 亞軍：6分
- 季軍：4分
- 殿軍：3分
- 第5名：2分
- 第6名：1分

## 歷屆世界錦標巡迴賽冠軍
| 年度   | 馬匹              | 中文譯名 | 性齡 | 訓練國 | 分數 |
| ------ | ----------------- | -------- | ---- | ------ | ---- |
| 1999年 | Daylami           | 多樂美   | 雄5  | 阿联酋 | 38   |
| 2000年 | Fantastic Light   | 奇異光芒 | 雄4  | 阿联酋 | 24   |
| 2001年 | Fantastic Light   | 奇異光芒 | 雄5  | 阿联酋 | 30   |
| 2002年 | Grandera          | 威武神駒 | 雄4  | 阿联酋 | 32   |
| 2003年 | High Chaparral    | 灌木叢   | 雄4  | 爱尔兰 | 25   |
| 2004年 | Epalo             | 易博來   | 雄5  | 德国 · | 16   |
| 2005年 | Vengeance of Rain | 爪皇凌雨 | 閹5  | 香港   | 24   |

## 停辦
世界錦標巡迴賽賽事組委會2005年12月宣佈自2006年起正式開始停辦世界錦標巡迴賽。

## 外部連結
- 世界錦標巡迴賽（英語） （页面存档备份，存于）
- 世界錦標巡迴賽-香港賽馬會 （页面存档备份，存于）